# Karl Friedrich Wilhelm Herrosee
Karl Friedrich Wilhelm Herrosee, auch Herrosé (* 31. Juli 1754 in Berlin; † 8. Januar 1821 in Züllichau) war ein deutscher Kirchenlieddichter.

## Leben
Der Sohn einer Hugenottenfamilie studierte von 1775 bis 1777 in Frankfurt an der Oder. Eine kurze Zeit lang war er Vikar in Dresden, in Berlin Hilfsprediger, 1788 in Züllichau an der Oder Hof- und Schlossprediger. Später wurde er Superintendent. Herrosee gründete eine Schule, die Töchterschule, und unterrichtete dort sowie am Pädagogium und am Lehrerseminar.

## Werke
- Gedor, oder: Das Erwachen zum besseren Leben. Oratorien-Libretto, vertont von Johann Heinrich Rolle[1] und Moritz Friedrich August Kähler[2]
- Danket dem Herrn! Wir danken dem Herrn (Musik: Karl Friedrich Schulz; EG 333, MG 25)[3]
- Beglückt durch dich (drei Strophen daraus vertont von Ludwig van Beethoven unter dem Titel Zärtliche Liebe („Ich liebe dich“) (WoO 123), ca. 1795;[4][5][6][7] weitere Vertonungen stammen von Johann Heinrich Egli (1742–1810),[5] Carl Hanke (1749–1803),[5][8] Franz Xaver Sterkel (1750–1817)[7] und Gary Bachlund (* 1947)[7][9])